# ボールねじ

ボールねじの動作

ボールねじ (Ball Screw) とは、ねじ軸、ナット、ボールなどから構成される機械要素部品のひとつであり、直線運動を回転運動または回転運動を直線運動に変換する。物を締結する目的のねじとは、ねじ部の利用方法が異なるものである。

## 概要
ねじ軸とナットの間にボールを入れて軽く転動させることができるトライボロジー（摩擦制御技術）を用いた部品。ボールは無限循環する必要があるため、ねじ軸、ナット、ボールのほかに循環部品が不可欠である。
循環方式には以下のものがある。
- リターンチューブ式
- エンドデフレクタ式
- エンドキャップ式
- こま式
- リターンプレート式
- ミドルデフレクタ式

大きさ精度により使用用途が分かれており小径サイズのものは、主に精密分野に使用され大きいものは主に工作機械、搬送機械などに使用される。
自動車のステアリングに使用するために開発され、半導体製造装置、液晶製造装置、検査装置、工作機械などに使用されており、最近では医療機器、ロボット、食品機械、射出成型機、航空宇宙機器、自動車などにもその応用分野を広げている。

## 日本国内主要ボールねじメーカー
- 日本精工
- THK
- 黒田精工
- ツバキ・ナカシマ
- ケーエスエス
- 日本トムソン
- 第一測範
- 石坂工業
- オージック（旧　美原精工）

## 海外主要ボールねじメーカー
- PMI（台湾）
- SKF（ドイツ）
- HIWIN（台湾）
- TBI Motion
- Bosch Rexroth